# Metilciklopentán
A metilciklopentán szerves vegyület, képlete CH3C5H9, a kőolajban fordul elő. Oldószerként és szerves kémiai szintézisekben használják. A benzol egyik fontos prekurzora, katalitikus reformálással benzol állítható elő belőle.

## Fordítás
Ez a szócikk részben vagy egészben  a   Methylcyclopentane című angol Wikipédia-szócikk ezen változatának fordításán alapul.  Az eredeti cikk szerkesztőit annak laptörténete sorolja fel. Ez a jelzés csupán a megfogalmazás eredetét és a szerzői jogokat jelzi, nem szolgál a cikkben szereplő információk forrásmegjelöléseként.